# Sant Joan Baptista del Castell de Pladecorts

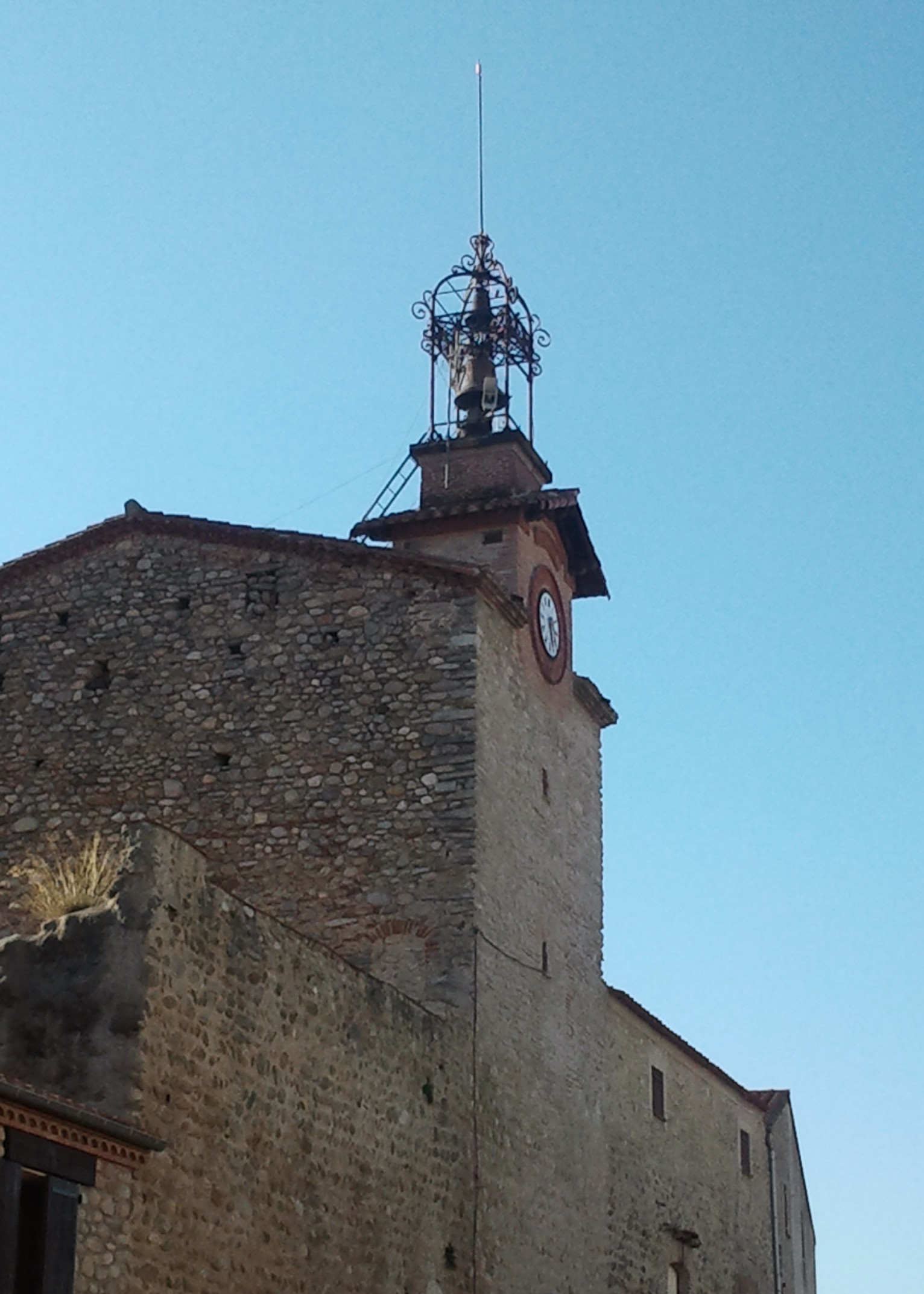
L'antiga capella del castell

Sant Joan Baptista del Castell de Pladecorts és l'església actualment parroquial del poble i del terme de Sant Joan de Pladecorts, a la comarca del Vallespir (Catalunya del Nord).
Està situada en el punt més elevat del nucli vell del poble, a la Plaça dels Valls. Formava part del Castell de Pladecorts, i esdevingué parroquial en detriment de la que actualment es troba en el fossar del poble, també dedicada a Sant Joan Baptista.
Agençada a l'interior d'una torre del castell, l'actual església parroquial de Sant Joan de Pladecorts és una església moderna dins de parets medievals, per la qual cosa el contrast entre la visió exterior i la interior de l'església són radicalment diferents. Es coneix que el castell posseïa capella, però no se sap, ara per ara, si el lloc que ocupava és el que actualment serveix d'església parroquial.